# Piercia excisa
Piercia excisa là một loài bướm đêm trong họ Geometridae.